# Charles Hazlitt Cahan
Pour les articles homonymes, voir Hazlitt et Cahan (homonymie).
Charles Hazlitt Cahan (né le 31 octobre 1861 et mort le 15 août 1944) est un avocat, rédacteur en chef et homme politique canadien fédéral du Québec et provincial de la Nouvelle-Écosse.

## Biographie
Né à Hebron en Nouvelle-Écosse, il est né d'une famille à forte origine irlandaise et écossaise. Il étudia au Séminaire de Yarmouth et à l'Université Dalhousie. Il devint ensuite éditeur en chef du Halifax Herald and Mail de 1886 à 1894. Nommé au Barreau de la Nouvelle-Écosse en 1893, il pratiqua le droit dans la région d'Halifax dans la firme Henry & Cahan de 1893 à 1908 et ensuite à Montréal à partir de 1908.
Élu député du Parti conservateur de la Nouvelle-Écosse dans la circonscription de Shelburne en 1890, il y demeure député jusqu'en 1894. Il fut chef de l'Opposition officielle de 1891 à 1894.
Tentant d'être élu dans les circonscriptions fédérales néo-écossaises de Shelburne et Queen's en 1896 et de Cumberland en 1900, il est respectivement défait par le libéral Francis Gordon Forbes et par le libéral Hance J. Logan. Il est également défait dans Maisonneuve en 1917 par le libéral Rodolphe Lemieux.
Durant la Première Guerre mondiale, il est agent aux États-Unis responsable de l'achat de munition pour les Alliés de 1915 à 1917.
Élu député du Parti conservateur dans la circonscription fédérale de Saint-Laurent—Saint-Georges en 1925, il est réélu en 1926, 1930, lors de l'élection partielle de 1930 et en 1935. Après avoir servi comme Secrétaire d'État du Canada de 1930 à 1935, il fut durant son mandat délégué du Canada à la Société des Nations en 1932. Un incident diplomatique mineur fut créé lorsqu'il effectua un discours sur la dispute entre la Chine et le Japon, alors qu'une reconnaissance implicite du Japon depuis l'occupation de la Chine par le Canada fut alors perçue. Il est défait en 1935 par le libéral Brooke Claxton.
Dans le domaine des affaires, Cahan a été un avocat et un financier réalisant des opérations en Amérique du Sud, à Trinidad et au Mexique. Il est membre de l'American Economic Association